# François Hanss
François Hanss est un réalisateur et scénariste français né en 1960.
Après des études aux beaux-arts, il s'inscrit au conservatoire libre du cinéma français dont il sort diplômé en 1981.

## Biographie
De 1980 à 1987, il est assistant-réalisateur sur des films publicitaires, des courts et des longs métrages de fiction, des téléfilms et des clips. Puis il passe à la réalisation proprement dite en signant des publicités, des clips musicaux, des reportages et des documentaires.
Il est surtout connu pour son court métrage La Lettre, pour son film Corps à corps récompensé à deux reprises, et aussi pour ses collaborations avec Mylène Farmer et Laurent Boutonnat.
Il reçoit le grand prix Sacem 2014 de l'auteur-réalisateur de l'audiovisuel.

## Filmographie

### Films
- 1985 : Brigade des mœurs de Max Pécas (assistant réalisateur)
- 1991 : Le Brasier d'Éric Barbier (réalisateur de la deuxième équipe du film)
- 1995 : Drôle de Noël pour Jeremy ! (réalisateur)
- 2003 : Corps à corps (coréalisateur avec Arthur-Emmanuel Pierre)
- 2005 : La Séparation (réalisateur)
- 2021 : Doutes, téléfilm avec Muriel Robin

### Émission de TV
- 2007 : Tous... pour la musique animé par France Gall en hommage à Michel Berger disparu 15 ans auparavant — Durée 110 min — Diffusion le 21 novembre 2007 sur France 2 (réalisateur)
- 2008 : Johnny Hallyday : ça n'finira jamais… Émission de variétés-fiction animée par Johnny Hallyday — Durée 140 min — Diffusion le 13 décembre 2008 sur France 2 (réalisateur)
- 2009 : Starmania, une histoire pas comme les autres animé par France Gall pour l'anniversaire des 30 ans de la création de l’opéra rock Starmania à la scène — Diffusion le 24 avril 2009 sur France 2 (réalisateur)

### Courts métrages
- 198? : Poursuite (réalisateur)
- 1991 : Le Trou de la corneille court de 14 minutes (réalisateur et coscénariste)
  - primé dans de nombreux festivals
- 1995 : L'Homme qui marche debout court de 52 minutes (réalisateur et coauteur)
  - primé au grand prix du 5e festival international du film de Mauriac
- 2007 : La Lettre court de 2 minutes 30 (réalisateur)

### Films musicaux
- 1989 : En Concert de Mylène Farmer (assistant réalisateur de Laurent Boutonnat)
- 1997 : Live à Bercy de Mylène Farmer (coréalisateur avec Laurent Boutonnat)
- 2000 : Mylenium Tour de Mylène Farmer (réalisateur)
- 2006 : Avant que l'ombre... À Bercy de Mylène Farmer (coréalisateur avec Laurent Boutonnat)
- 2009 : Stade de France de Mylène Farmer (réalisateur)
- 2014 : Timeless 2013 de Mylène Farmer (réalisateur)
- 2019 : Mylène Farmer Live 2019 Le film (réalisateur)
- 2024 : Nevermore: Le film de Mylène Farmer (réalisateur)

### Clips
- 1986 : Libertine de Mylène Farmer (assistant réalisateur de Laurent Boutonnat)
- 1987 : À la vie, à l'amour de Jakie Quartz (réalisateur)
- 1987 : Tristana de Mylène Farmer (assistant réalisateur de Laurent Boutonnat)
- 1999 : Je te rends ton amour de Mylène Farmer (réalisateur)
- 2000 : Innamoramento de Mylène Farmer (réalisateur)
- 2006 : Redonne-moi de Mylène Farmer (réalisateur)
- 2013 : Je te dis tout de Mylène Farmer (réalisateur)
- 2022 : Rayon vert de Mylène Farmer et AaRON (réalisateur)